# Horwich
Horwich é uma cidade na Grande Manchester, Inglaterra, perto de Bolton, onde está localizado o estádio do Bolton Wanderers Football Club.